# Stapylton (Queensland)
Pour les articles homonymes, voir Stapylton.
Stapylton est une localité de la ville de Gold Coast dans le Queensland en Australie. La localité est bordée par la rivière Albert (en) et la Pacific Motorway (en).

## Histoire
Nommée d'après l'arpenteur Granville William Chetwynd Stapylton (1800–1840), ce dernier est tué par les Aborigènes près du mont Lindesay le 31 mai 1940.
Stapylton fait partie du comté d'Albert (en) jusqu'à l'incorporation du comté dans la ville de Gold Coast en 1995.